# StarTalk (podcast)
StarTalk é um podcast sobre o espaço, ciência, e cultura popular. Apresentado pelo astrofísico Neil deGrasse Tyson, conta com a participação de vários comediantes, celebridades e com convidados dos mundos da ciência e do entretenimento. Participantes anteriores incluem Colin Jost, Lynne Koplitz, Leighann Lord, Eugene Mirman, Chuck Nice, John Oliver, e Kristen Schaal. Como convidados, o programa já teve Buzz Aldrin, o ator Morgan Freeman, George Takei, o comediante Joan Rivers, Arianna Huffington, Richard Dawkins e a escritora Mary Roach. StarTalk tem um quadro chamado Cosmic Queries, onde os espectadores podem enviar perguntas sobre o Universo, a serem respondidas no programa. 
Em maio de 2014, a revista Rolling Stone indicou o StarTalk como o 13º na sua lista dos 20 melhores podcasts de comédia da atualidade.
StarTalk é parcialmente fundado pela  Fundação Nacional da Ciência.

## Série de TV
Em Janeiro de 2015, o Washington Post noticiou que um talk show noturno chamado Star Talk, apresentado pelo Tyson, iria ao ar no National Geographic Channel iniciando em Abril 2015. Em 29 de Julho de 2015, a série de TV foi renovada para uma segunda temporada.
Desde 9 de Agosto de 2015, versões em áudio de todos os 10 episódios da primeira temporada foram ao ar como episódios do podcast. 